# Chamole
Chamole – miejscowość i gmina we Francji, w regionie Burgundia-Franche-Comté, w departamencie Jura.
Według danych na rok 1990 gminę zamieszkiwało 119 osób, a gęstość zaludnienia wynosiła 21 osób/km² (wśród 1786 gmin Franche-Comté Chamole plasuje się na 624. miejscu pod względem liczby ludności, natomiast pod względem powierzchni na miejscu 750.).